# Катакомбная церковь

Епископ Сергий (Кудрявцев) с духовными чадами. Брянская область. Начало 1950-х годов.

Катако́мбная це́рковь (Катакомбники) — собирательное именование тех представителей российского православного духовенства, мирян, общин, монастырей, братств и т. д., которые начиная с 1920-х в силу различных причин перешли на нелегальное положение. В узком смысле под понятием «катакомбная церковь» понимают не просто нелегальные общины, а общины, отвергшие после 1927 года подчинение Заместителю Патриаршего Местоблюстителя митрополиту Сергию (Страгородскому), и находившиеся на антисоветских позициях. В таком значении (с положительной коннотацией) этот термин был популяризирован Русской зарубежной церковью сперва в русском зарубежье, а потом и в СССР путём отправки туда нелегальной литературы. В качестве синонима «катакомбной церкви» в этом значении используется и термин Истинно-Православная Церковь (ИПЦ), но как отмечает историк Михаил Шкаровский: «катакомбность Церкви не обязательно означает её непримиримость. Этот термин охватывает всякую неофициальную и поэтому не контролируемую государством церковную деятельность».
Организационно «катакомбные» общины как правило не были связаны (организации существовали лишь на бумаге, в делах НКВД). Поэтому говорить об общей идеологии движения трудно. В подполье находились как общины, вполне лояльно относившиеся к Московскому Патриархату, но не имевшие возможности зарегистрироваться и собираться легально, так и те, кто считал, что пришла власть антихристова, по духу, и с официальной церковью не может быть никакого контакта. Несмотря на отсутствие общей идеологии и какой-либо организации, подполье существовало — как религиозная общность и характерная субкультура.
Кроме того, в «катакомбах» пребывали и неправославные движения: протестанты, иудеи, мусульмане, а с 1946 года — и украинские униаты, однако термин «катакомбное движение» получил распространение в публицистической, в мемуарной и отчасти в исторической литературе только применительно к православной церкви, включая близкие к ней по традиции религиозные группы.

## История

### 1920—1930-е годы
Первые тайные православные общины появились в советской республике уже вскоре после Октябрьской революции — в 1918 году, вслед за выходом январского воззвания Патриарха Тихона, предававшего анафеме гонителей Церкви. Ярко проявившее себя в годы гражданской войны крестьянское повстанчество в России возникло во многом на религиозной почве.
Возникновение обновленчества как господствующего течения весной 1922 года стало основной причиной появления тайных церквей, где службы проходили нелегально, уже в значительной части районов страны. Ушли в «катакомбы» также выступавшие против изъятия церковных ценностей и «ревнители» Православия, вошедшие в конфликт с Патриархом Тихоном и митрополитом Петроградским Вениамином (Казанским), которые соглашались на заключение компромиссов с безбожной властью.
Практическим создателем сети нелегальных приходов и монастырей выступила влиятельная даниловская группа архиереев, возглавляемая архиепископом Волоколамским Феодором (Поздеевским). С даниловцами был связан и сыгравший чрезвычайно важную роль в создании катакомбной церкви архиепископ Уфимский Андрей (Ухтомский), который совершил в 1920-е годы хиротонии (вместе с другими архиереями) более 10 тайных епископов (впрочем, многие из андреевских епископов затем признали митрополита Сергия).
Принято считать, что катакомбное движение после 1927 года возглавили митрополиты Иосиф (Петровых) и Кирилл (Смирнов), архиепископы Феодор (Поздеевский), Андрей (Ухтомский), Серафим (Самойлович), епископы Виктор (Островидов), Алексий (Буй) и другие. Вокруг них сформировались движения «иосифлян», «даниловцев», «андреевцев», «буевцев» и другие, состоявшие из части архиереев, духовенства и мирян, не признавших Декларацию митрополита Сергия 1927 года о лояльности церкви по отношению к советской власти.
Однако, как указывает историк Алексей Беглов, легальные «оппозиционеры» Заместителю Патриаршего Местоблюстителя митрополиту Сергию (Страгородскому) не были редкостью. Например, «иосифляне» часто старались действовать в рамках зарегистрированных приходов. С 1928 по 1931 году в Харькове легально окормлял свою паству «иосифлянский» епископ Павел (Кратиров). В 1930-е годы легальные иосифлянские храмы, по данным Михаила Шкаровского, существовали в Воткинской, Вятской, Казанской епархиях. В самой Казани их было шесть. По его же подсчётам, в конце 1920-х годов к непоминающим митрополита Сергия присоединился 61 легальный приход Ленинградской епархии, в том числе 23 в Ленинграде. В Москве последний легальный непоминающий храм был закрыт в 1933 году, а в Ленинграде такой же приход продолжал действовать до 1943 года.
С другой стороны существовали нелегальные «сергианские» общины. Протоиерей Глеб Каледа, восемнадцать лет совершавший подпольное священническое служение, находясь в юрисдикции Русской Православной Церкви Московского Патриархата, писал: «Храмы закрывались, но появлялись катакомбные церкви. Они были двух типов: одни не признавали местоблюстительства митрополита Сергия, а другие признавали, а сам митрополит Сергий одной рукой подписывал свои декларации, а другой рукой посвящал ставленников для подпольных храмов».
В 1930-е годы произошло очень сильное изменение состава катакомбников. Если в конце 1920-х годов в подполье находились лишь истинно-православные и часть иосифлян, то теперь они стали составлять меньшинство. В 1930-е годы, в результате закрытия большинства православных храмов, самую многочисленную часть катакомбников составили верующие, никогда не порывавшие с Заместителем Патриаршего Местоблюстителя митрополитом Сергием (Страгородским). Они оказались в подполье потому, что открытое совершение религиозных обрядов оказалось невозможным. В «катакомбы» были вынуждены уйти и умеренные группы «непоминающих».

### 1940—1950-е годы
Экзарх Прибалтики митрополит Сергий (Воскресенский) свидетельствовал о большом числе катакомбных общин, лояльных Патриаршему Местоблюстителю митрополиту Сергию (Страгородскому). В своём докладе немецким властям в 1941 году он писал:

В России была вообще очень деятельная тайная религиозная жизнь — тайные священники и монахи, катакомбные церкви и богослужения, крещения, исповеди, причащения, браки, тайные богословские курсы, тайное хранение богослужебной утвари, икон, богослужебных книг, тайные сношения между общинами, епархиями и Патриаршим Управлением. Чтобы уничтожить также и катакомбную Патриархию понадобилось бы казнить и всех епископов, в том числе и тайных, которые были бы несомненно посвящены в случае нужды.
Общим во взглядах радикальной части истинно-православных групп было стремление как можно меньше контактировать с советским обществом и государством. В связи с этим некоторые истинно-православные отказывались брать советские паспорта, официально устраиваться на работу, отдавать детей в школу, служить в армии, прикасаться к деньгам, разговаривать с официальными лицами («молчуны») и даже использовать общественный транспорт. Во время Великой Отечественной войны некоторые истинно-православные восприняли немецкую армию как освободителей.
Во время войны часть наиболее непримиримо настроенных к Московской Патриархии катакомбников сотрудничала с оккупационной администрацией. В результате оккупации части территории СССР немецкими войсками в 1941—1944 годы возможность бежать на Запад получили многие священнослужители и миряне, пополнившие клир РПЦЗ.
Произошла также активизация нелегальных общин и на неоккупированных территориях. В июньском 1943 года спецсообщении начальника Управления НКГБ по Пензенской области говорилось о деятельности более 20 нелегальных и полулегальных групп, устраивавших моления на частных квартирах. В некоторых регионах таких групп насчитывалось сотни. В докладной записке председателя Совета по делам РПЦ Георгия Карпова Вячеславу Молотову от 5 октября 1944 года подчёркивалось:

В областях с незначительным количеством действующих церквей и в районах, где нет церквей, отмечается массовое распространение групповых богослужений в домах верующих или под открытым небом…, причём в этих случаях для совершения обряда верующими приглашается несостоящее на регистрации духовенство… В своей значительной части актив таких церковных незарегистрированных групп и духовенство, в них состоящее, оппозиционно настроены по отношению к легальной патриаршей православной церкви, осуждая последнего за лояльное отношение к советской власти и за патриотические позиции в своей деятельности. Большое количество верующих-фанатиков, находясь под влиянием этих групп …, в своих настроениях резко отличаются от групп верующих, находящихся под влиянием патриотически настроенного духовенства легальной церкви. Это же положение влечёт за собой всякого рода «рецидивы» значительного оживления религиозных настроений в виде так называемого «обновления» икон, распространения «святых» писем, … а также агитации о гонении в СССР на религию и церковь…
Преследование тайных священнослужителей усилились с осени 1943 года. Советские власти наряду с радикальным улучшением отношения к Московской Патриархии попытались произвести в 1943—1946 годы разгром в «катакомбах», что им во многом удалось. В 1944 году большинство выявленных истинно-православных на неокуппированной Европейской части СССР было депортировано или заключено в лагеря, в последующие два года происходило жёсткое преследование их на бывших оккупированных территориях. Лаврентий Берия 7 июля 1944 года в своём секретном письме Сталину отмечал, что на территории Воронежской, Орловской, Рязанской областей было выявлено несколько организаций «истинно-православных христиан», но арест активных участников не оказал должного воздействия на других членов и поэтому целесообразно провести массовое выселение этих людей в Омскую, Новосибирскую области и Алтайский край, после чего 15 июля 1673 человека одновременно из 87 населённых пунктов насильственно переселили на восток.
Появившиеся возможности легально совершать религиозные обряды, открывать храмы способствовали постепенному возвращению в окрепшую Московскую Патриархию её паствы, вынужденно ушедшей в 1930-е годы в подполье. Перед нелёгким выбором оказались различные группы и течения «непоминающих» и «истинно-православных». Со смертью Патриаршего Местоблюстителя Петра (Полянского) и избранием Патриарха Алексия отпадало прежнее каноническое основание для самостоятельного управления — «узурпация» первосвятительской власти митрополитом Сергием, но в то же время прежняя практика в отношениях с государством была продолжена новым Первоиерархом. В итоге в Патриаршую Церковь вернулись не только часть иосифлян, но и большинство «непоминающих». Существенную роль здесь сыграла позиция имевшего значительный авторитет среди катакомбников епископа Ковровского Афанасия (Сахарова), который написал также окружное послание в катакомбные общины и скиты с призывом «вернуться в лоно» Патриаршей Церкви.
Во второй половине 1940-х годах численность катакомбников существенно уменьшилась. При этом там оставалось относительно небольшое количество тех, кто стал возносить молитвы за Патриарха Алексия I, продолжая находиться на нелегальном положении. Уже 14 февраля 1947 года Георгий Карпов в итоговом отчёте ЦК ВКП(б) за 1946 год с удовлетворением писал, что внутренняя работа «способствовала сокращению роста церковного подполья в стране». Несмотря на это, проблема Катакомбной Церкви для властей во второй половине 1940-х годах продолжала оставаться достаточно острой. В справке отдела пропаганды и агитации Воронежского обкома ВКП(б) от 9 апреля 1948 года, составленной в ответ на специальный запрос соответствующего управления ЦК, сообщалось:

Наряду с официально действующими православными церквами в области существует большое количество нелегальных групп верующих православного толка, из которых наиболее распространённым течением являются «истинно-православные христиане»…, «ИПХ» исповедуют православную веру, но не признают ныне действующих церквей, как связанных с «безбожной Советской властью и коммунистами». Основные кадры «ИПХ» состоят в основном из бывших монашек, монахов, черничек и религиозно настроенных бывших кулаков… За 1947 год и 3 месяца 1948 года Управлением МГБ вскрыто и ликвидировано 11 антисоветских групп «ИПХ» с общим количеством арестованных 50 человек… Члены группы «ИПХ» систематически участвовали в нелегальных сборищах, где наряду с молениями, обсуждали вопросы форм ведения антисоветской деятельности среди населения. Распространяли провокационные слухи о якобы скорой войне СССР с Америкой и другими капиталистическими странами и гибели в этой войне Советского Союза. В период выборов в Верховные органы Советской власти призывали население не участвовать в них, не работать в колхозах, отказываться от уплаты налогов и госплатежей. Вели работу по вовлечению в антисоветские группы новых участников…
Во второй половине 1948—1949 годы ситуация ещё более осложнилась. В связи с новым изменением государственной церковной политики в худшую сторону, прекращением открытия храмов произошёл определённый «рост рядов» Катакомбной Церкви. 5 августа 1948 г. Г. Карпов писал в Совет Министров СССР, что Совет по делам РПЦ «находит нужным совместно с МГБ и МВД СССР разработать мероприятия по ликвидации всякого рода нелегальных отправлений религиозных служб и обрядов и нелегальных молитвенных домов». Карпов ссылался на большие масштабы подобной деятельности и указывал, что в Рязанской области при 86 официально действующих церквах в 193 населённых пунктах проводят службы незарегистрированные священники. Начальник Управления МГБ по Тульской области в ноябре 1948 году сообщал об активизации в последнее время церковников нелегалов, бродячих монахов, отмечая деятельность 30 священников не признающих Московскую Патриархию.
25 апреля 1949 года встревоженный Карпов направил секретарю ЦК ВКП(б) Георгию Маленкову специальную секретную информационную записку «О религиозных пережитках, выражающихся в исполнении обрядов и массовых молений по нелегальной (не состоящей на регистрации) церкви, и о лицах, занимающихся нелегальной церковной деятельностью», в которой подчёркивалось: «Деятельность в течение многих лет таких нелегальных молитвенных домов, пещер, тайных избушек и т. п. представляет собою крайне политически вредные явления, так как организаторы этих молитвенных домов и их священнослужители нередко имеют благоприятную почву для своей деятельности, а местные органы, в том числе и административные, не знают как с ними бороться». Борьба сильно затруднялась сложностью выявления тайных общин. Подавляющее большинство таких общин действовало на территории РСФСР. Так, в Рязанской области было выявлено 174 нелегальных молитвенных дома, Горьковской — 47, в Бугульме Татарской АССР — 3 и т. д. В другом документе Совета по делам РПЦ указывалось, что если в 1948 году в Рязанской области действовало 175 незарегистрированных молитвенных домов, то в 1949 уже 190, причём в них служило около 200 священнослужителей.
По данным историка Алексея Беглова местная власть как правило прекрасно знала, что в какой-то деревне нелегально собираются верующие. Более того, такие нелегальные собрания могли даже поощряться, поскольку для властей было гораздо важнее, чтобы в официальной статистике не фигурировала открытая церковь.
Вплоть до конца 1950-х годов в СССР число подпольных православных общин, по всей видимости, измерялось тысячами.

### 1960—1980-е годы
Жестокие преследования истинно-православных продолжались с разной интенсивностью все годы Советской власти — прежде всего в годы коллективизации, сталинизма, а затем — в начале 1960-х в связи с началом Хрущёвской антирелигиозной кампании.
В период хрущёвской антирелигиозной кампании, между 1957 и 1965 года, около 4-6 тысяч православных священников были лишены регистрации. Многие из них продолжили служение в подполье, окормляя тех верующих, которые избегали посещения действующих церквей или не могли их посещать, поскольку все храмы в округе были закрыты. В конце 1960-х годов подобных незарегистрированных патриарших общин было выявлено в разных местах огромное количество, которое советскими экспертами оценивалось в несколько миллионов человек.
Помимо борьбы c легальными общинами, велась борьба и с нелегальными, которая особенно усилилась после хрущёвского указа 1961 года о борьбе с тунеядством. По нему были сосланы и посажены тысячи истинно-православных, отказывавшихся официально устраиваться на работу (и, как правило, работавших по договорам). В «Инструкции по применению законодательства о культах», утверждённой постановлением Совета по делам РПЦ и Совета по делам религиозных культов от 16 марта 1961 года говорилось: «Не подлежат регистрации религиозные общества и группы верующих, принадлежащие к сектам, вероучение и характер деятельности которых носит антигосударственный и изуверский характер: иеговисты, пятидесятники, истинно-православные христиане, истинно-православная церковь, адвентисты-реформисты, мурашковцы и т. п.».
В 1961—1962 годах были арестованы почти все активные члены «катакомбных» общин. В ссылке некоторые истинно-православные продолжали отказываться от официального трудоустройства, что вело к суду и отправке в лагерь. Там отказ от работы, как правило, приводил к фактически бессрочному заключению в карцер — что приводило к гибели. К началу 1970-х годов большинство оставшихся в живых истинно-православных вышло на свободу — однако движение было обескровлено.
Сохранились документальные данные и свидетельства о том, что некоторые священники Катакомбной Церкви, утратившие связь с епископами, с конца 1950-х годов начинали поминать в качестве своих предстоятелей первоиерархов РПЦЗ — Митрополитов Анастасия (Грибановского), а позже — Филарета (Вознесенского).
Как отмечает историк Николай Сапелкин, катакомбные христиане во многих местах умирали без исповеди и причастия, похороны совершались без священнического отпевания, младенцы оставались без миропомазания, супружество без таинства венчания. Такое положение угрожало Катакомбной церкви вырождением в сектантство, беспоповство и полным исчезновением. Некоторые катакомбные общины всё больше деградировали, в них практиковались заочные венчания, замена богослужений суточного круга акафистами и т. п. С течением времени в этих группах за отсутствием священников их роль стали выполнять странствующие проповедники, пожилые женщины, «чернички». Они служили панихиды, крестили, венчали, а некоторые даже исповедовали и причащали. Таким образом, первоначально заявленная как консервативное движение, «Катакомбная церковь» положила начало появлению так называемого нового русского сектантства.
В 1960—1970-х годах, одновременно со стремительным вымиранием деревни, истинно-православное подполье теряло свой массовый характер, частично вливаясь в официальную Русскую православную церковь.
К Перестройке катакомбное движение почти полностью лишилось старого духовенства тихоновской преемственности. Последними каноническими катакомбными епископами считаются Пётр (Ладыгин) († 1957), Варнава (Беляев) († 1963) и Димитрий (Локотко) († 1970-е), после смерти которых не осталось в живых ни одного «катакомбного» архиерея, чьё преемство восходило бы к епископату указанных общин и не подлежало бы сомнению.
В 1975 году в Архиерейский Синод РПЦЗ поступило письменное прошение 14 катакомбных священников из России и с Украины, которые сообщали, что они лишились епископского руководства после смерти одного из канонических катакомбных епископов. Эта группа, большая часть которой ранее находилась под омофором схиепископа Петра (Ладыгина), была официально принята в каноническое подчинение РПЦЗ в 1977 году, а непосредственным правящим архиереем этих катакомбных клириков стал председатель Архиерейского Синода РПЦЗ Митрополит Филарет (Вознесенский).

### Выход из подполья
В начале 1990-х годов многие катакомбные общины окончательно вышли из подполья и официально обратились за окормлением к Русской Православной Церкви за границей, активно открывавшей в тот период свои приходы на территории бывшего СССР; другие вступили в евхаристическое общение с различными юрисдикциями греческой Истинно-православной церкви. Однако часть катакомбных общин по-прежнему не связана друг с другом и какими-либо зарегистрированными церквями, объединяясь лишь вокруг своих наставников.

## Терминология
Самое раннее документированное употребление слова «катакомбы» для описания российских реалий XX столетия встречается в письмах игумении Афанасии (Громеко) к митрополиту Евлогию (Георгиевскому), написанных в 1923 году из Петрограда. После того как монахини были изгнаны из своего храма обновленцами, община не распалась, а продолжала своё существование как «домашний» монастырь. В двух из четырёх сохранившихся писем игумения Афанасия несколько раз употребляет выражения «мои катакомбы», «моя тайная катакомбная церковь». Из контекста видно, что так она обозначает свой домашний храм, противопоставляя свои «катакомбы» официально действующему храму обновленцев.
Использование выражений «катакомбы», «катакомбная церковь» применительно к реалиям 1920—1930-х годов предполагало определённый образовательный и культурный уровень тех, кто употреблял эти понятия. Ведь люди, называвшие своё существование «катакомбным», сравнивали его с жизнью ранних христиан, которые во время гонений тайно собирались на свои богослужения в катакомбах — подземных кладбищах римских городов. Так преследования, обрушившиеся на Церковь при советской власти, уподоблялись гонениям первых веков христианства. По мнению историка Алексея Беглова, термин «катакомбы» и его производные были локальным петроградским (ленинградским) неологизмом, где было много активной церковной интеллигенции, которая могла оценить всё многообразие ассоциаций, связанных с этим словом. Саму игумению Афанасию митрополит Евлогий характеризовал как «умнейшую, образованнейшую монахиню с литературными способностями».
Между тем в 1920—1930-х годах термин «катакомбная церковь» не получил широкого распространения. Чаще употреблялись другие выражения. В письмах, направленных в течение 1923 года в Комиссию по делам религиозных культов при ВЦИК РСФСР с Северного Кавказа, из Средней Азии, позднее — из Центрального Черноземья, встречаются упоминание о «старо-православных» и «истинно-православных христианах», которые противопоставляют себя обновленцам. В этих документах на первый план выходит не юридическое положение прихода, а его отношение к обновленческому ВЦУ и к «Живой церкви». Кроме того, противники обновленцев использовали самоназвание «тихоновцы».
Термин «катакомбная церковь» стал активно использовать в работах бежавший в 1944 году на Запад деятель иосифлянского движения Иван Андреев, под влиянием трудов которого этот термин получил широкое распространение в эмигрантской периодике. Другие эмигранты второй волны отмечали сугубо заграничный характер выражения «катакомбная церковь». Журнал «Православная Русь» с момента своего возобновления в 1947 году вёл рубрику «И свет во тьме светит» с подзаголовком «Советские катакомбы духа», в которой публиковал всё, что касается бытовой стороны подсоветской церковной жизни, в том числе жития, воспоминания о подпольных священниках, легенды о чудесах во время гонений. Драматургия проповедей, устных и письменных рассказов, в которых катакомбная церковь описывалась как единственная сила, противостоящая безбожному режиму, определялась драматургией раннехристианских житий и церковных преданий в новом апокалиптическом контексте. В трудах зарубежных церковных авторов и сформировывается «классический» образ катакомбной церкви: церковно-политическая оппозиционность руководству Московской патриархии, нелегальность с точки зрения советского законодательства и последовательная «антисоветская» настроенность её членов. Такой «катакомбник» воспринимался как стойкий борец с режимом, крайний нонконформист. В таком виде выражение «катакомбная церковь» стало орудием идеологической полемики деятелей Русской православной церкви заграницей. Мощное подполье в СССР, оппозиционное Московской патриархии, по мысли идеологов РПЦЗ, доказывало нелегитимность легальной иерархии.
Из публицистики этот термин перешёл и в официальные документы РПЦЗ. В послании Архиерейского Собора РПЦЗ 1950 года говорилось: «Поскольку нынешний Московский Патриархат и другие высшие иерархи Церкви в России остаются тесно связанными с безбожной советской властью и являются её пособниками <…> Зарубежная Церковь остается по-прежнему вне всякого общения с ними <…> В то же время мы, её смиренные служители, лобзаем исповеднический подвиг Тайной или так называемой Катакомбной Церкви, будет ли она находиться в пропастях земли или скрываться в недрах самого Русского народа, храня тайну веры в чистой совести и борясь с ложью, распространяемой большевицкой властью». В пасхальном послании 1955 года глава РПЦЗ митрополит Анастасий (Грибановский) писал, что верующий народ в России часто не доверяет «лукавым пастырям» Московской Патриархии и «полагается только на представителей т[ак] н[азываемой] Катакомбной Церкви». Согласно посланию Архиерейского Собора 1956 года «Зарубежная Церковь по-прежнему вне канонического и молитвенного общения с т[ак] н[азываемым] Патриархом Алексием и его ближайшими сотрудниками … Только т[ак] н[азываемая] Катакомбная Церковь, которая продолжает существовать в России, до сих пор хранит чистоту и верность духу древней Апостольской Церкви и потому пользуется особым уважением в народной среде». В 1957 году первоиерарх РПЦЗ митрополит Анастасий (Грибановский) говорил о «непереходимой бездне», отделяющей Зарубежную церковь от «советской», на которую «легла печать лжи», отмечая при этом, что «мы неразрывно связаны с Материю Церковью катакомбной, которая подвергается преследованиям со стороны церкви советской». Со временем идея о сильной катакомбной структуре становилась среди руководства РПЦЗ всё более популярной. 14 сентября 1971 году Архиерейский собор РПЦЗ официально принял резолюцию, из которой следовало, что РПЦЗ находится в общении с «Катакомбной церковью», но не с Московской патриархией: «Свободная часть Русской Церкви, находящаяся за рубежом СССР, душей и сердцем с исповедниками веры, которых в антирелигиозных руководствах называют „истинными православными христианами“, а в общежитии именуют нередко „Катакомбной церковью“, ибо им приходится скрываться от гражданской власти подобно тому, как в первые века христианства скрывались верующие в катакомбах».
Такая позиция подвергалась критике со стороны людей, непосредственно знавших церковную жизнь в СССР. Бежавший из СССР протоиерей Василий Виноградов, отсидевший 6 лет в советских лагерях, отмечал, что возглавлявшему Зарубежную церковь митрополиту Анастасию и подчинённым ему иерархам хотелось жить легендой о будто бы существовавшей в России многочисленной катакомбной Церкви, выдавая желаемое за действительное. Другая беженка из СССР — Наталья Китер, духовный писатель и активный участник церковной жизни и подпольных православных братств в Ленинграде до 1941 года, жаловалась тому же митрополиту Анастасию, что «Православная Русь» перевирает её статьи о подвижниках и мучениках среди духовенства «сергианской» Церкви, превращая их в катакомбников, отвергающих Московскую патриархию, и что в ответ на её протесты редакция «Православной Руси» ответила: «Правда для церковного дела в Америке крайне вредна». В 1974 году высланный из СССР Александр Солженицын обратился с открытым письмом к участникам III Всезарубежного собора РПЦЗ, где в том числе раскритиковал «благочестивую мечту» о «сколь безгрешной, столь и бестелесной катакомбе», которая в глазах эмиграции не должна подменять «реальный русский православный народ». Солженицын писал, что катакомбная церковь в целом скорее миф, чем реальность, что тайные общины в своё время имели место лишь из-за отсутствия действующих храмов. После ослабления атеистического диктата и открытия церквей проблема подпольных приходов практически исчезла — большинство православных христиан, в том числе и бывших катакомбников, посещают легальные храмы Московской патриархии. Обращение Солженицына вызвало бурную полемику, выявившую противоположные позиции споривших. Одни напрочь отрицали существование церковных катакомб, другие стремились доказать обратное и тем оправдать собственную позицию, непримиримую по отношению к легальной Церкви в СССР. В итоге позиция Солженицына не нашла сочувствия у руководства РПЦЗ. Митрополит Филарет в письме писателю в 1975 году написал, что в катакомбах скрываются не только священники, но и епископы. «О существовании таких епископов один близкий нам человек слышал от очень осведомлённого деятеля в России, нам не сочувствующего. Быть может Вам это неизвестно, потому что они не решались общаться с Вами, поскольку Вы были слишком на виду и под постоянным наблюдением. Во всяком случае они могут быть очень малочисленными. Но зная, как трудно противостоять коммунистическому организованному насилию, мы лобызаем и всякое проявление религиозной независимости от сатанинского гнёта».
В 1960—1970-е годы через нелегальную литературу, изданную за границей, а затем и самиздат понятия «катакомбы», «катакомбная церковь» вернулись в СССР. После этого одни авторы в СССР в духе зарубежной публицистики именовали «катакомбами» нелегальную церковную оппозицию, другие употребляли его как технический термин — синоним эпитета «нелегальный». Подобная двойственность этого термина сохраняется до сих пор. Со второй половины 1980-х годов в связи с политикой «гласности» понятие «катакомбы» вернулось и в публицистику. При этом выражение «катакомбная церковь» употреблялось в основном так же, как и в эмигрантской прессе. Кроме того, структуры РПЦЗ, появившиеся в СССР, стали применять этот термин как самоназвание. Как отмечал историк Андрей Кострюков в 2008 году, «современная деятельность организаций, именующих себя „катакомбными“, привела в некоторой степени к дискредитации этого понятия». В 2021 году Сергей Ходнев отмечал: «Катакомбная традиция не исчезла, но сейчас на родство с ней претендует крайне пёстрый набор группировок, возглавляемых когда достопочтенными диссидентами, а когда и откровенными фриками».